# Kuba na Letnich Igrzyskach Olimpijskich 1952
Kubę na Letnich Igrzyskach Olimpijskich 1952 reprezentowało 29 zawodników, tylko mężczyzn. Był to szósty start kubańskich sportowców na letnich igrzyskach olimpijskich.
Kubańczycy nie zdobyli na tych igrzyskach żadnych medali. Najmłodszym reprezentantem Kuby był koszykarz Carlos Bea, zaś najstarszym strzelec Ernesto Herrero.

## Skład reprezentacji

### Gimnastyka
Źródło:
- Ángel Aguiar
  - wielobój – 147. miejsce
  - ćwiczenia na podłodze – 108.T miejsce
  - skok – 128.T miejsce
  - poręcz – 155.T miejsce
  - drążek – 175. miejsce
  - kółka – 109. T miejsce
  - koń z łękami – 109. T miejsce
- Francisco Cascante
  - wielobój – 177. miejsce
  - ćwiczenia na podłodze – 96.T miejsce
  - skok – 170. miejsce
  - poręcz – 169. miejsce
  - drążek – 181. miejsce
  - kółka – 153. miejsce
  - koń z łękami – 179. miejsce
- Rafael Lecuona
  - wielobój – 116. miejsce
  - ćwiczenia na podłodze – 147. miejsce
  - skok – 150. miejsce
  - poręcz – 144. miejsce
  - drążek – 106.T miejsce
  - kółka – 121.T miejsce
  - koń z łękami – 77.T miejsce

### Koszykówka
Źródło:
- Alberto Escoto, Alfredo Faget, Armando Estrada, Carlos Bea, Casimiro García, Fabio Ruíz, Fico López, Felipe de la Pozas, Juan García, Mario Quintero, Ramón Filtz, Raúl García – miejsca 13-16

### Lekkoatletyka
Źródło:
- Rafael Fortún
  - bieg na 100 metrów – odpadł w półfinałach
  - bieg na 200 metrów – odpadł w półfinałach
- Raúl Mazorra
  - bieg na 100 metrów – odpadł w eliminacjach
  - bieg na 200 metrów – odpadł w eliminacjach
- Angel García
  - bieg na 200 metrów – odpadł w ćwierćfinałach
  - bieg na 400 metrów – odpadł w eliminacjach
- Evelio Planas
  - bieg na 400 metrów – odpadł w eliminacjach
  - bieg na 800 metrów – odpadł w eliminacjach
- Samuel Anderson – bieg na 110 metrów przez płotki – odpadł w eliminacjach
- Samuel Anderson, Rafael Fortún, Angel García, Evelio Planas – sztafeta 4 × 100 metrów – odpadli w półfinałach

### Pływanie
Źródło:
- Nicasio Silveiro – 100 m stylem dowolnym – odpadł w półfinałach
- Manuel Sanguily – 200 m stylem klasycznym – odpadł w eliminacjach

### Podnoszenie ciężarów
Źródło:
- Orlando Garrido – do 82,5 kg – nie ukończył.

### Strzelectwo
Źródło:
- Mario de Armas
  - pistolet szybkostrzelny, 25 m – 12. miejsce
  - pistolet dowolny, 50 m – 16. miejsce
- Ernesto Herrero – pistolet szybkostrzelny, 25 m – 39. miejsce

### Szermierka
Źródło:
- Abelardo Menéndez
  - floret – odpadł w eliminacjach
  - szpada – odpadł w eliminacjach

### Żeglarstwo
Źródło:
- Jorge de Cárdenas – klasa Finn – 24. miejsce
- Carlos de Cárdenas Culmell, Carlos de Cárdenas Plá – klasa Star – 4. miejsce